# La Forêt-de-Tessé
La Forêt-de-Tessé är en kommun i departementet Charente i regionen Nouvelle-Aquitaine i västra Frankrike. Kommunen ligger  i kantonen Villefagnan som ligger i arrondissementet Confolens. År 2022 hade La Forêt-de-Tessé 209 invånare.

## Befolkningsutveckling
Antalet invånare i kommunen La Forêt-de-Tessé
Referens:INSEE